# Lina Ritter
Lina Ritter (Village-Neuf, Alt Rin, 1888 -1981) fou una poetessa francesa en alsacià. Estudià a l'escola primària i després anà de pensionària a Saint-Louis i a Mülhausen, per a estudiar filosfia i llatí a la Universitat de Basilea. Es casà amb l'advocat Paul Potyka i s'establí a Ettlinger i després a Friburg de Brisgòvia. Va morir el 22 de febrer de 1981 als 93 anys i és enterrada al cementiri de la seva vila natal.

## Obres
- Der Graphen von Pfirt (1911), peça de teatre, interpretada a Basilea i a Colmar.
- Peter vu Hagebach (1913), peça teatral en alsacià.
- Grenzen
- Fraubriefe ins Feld
- Wibertrei (1927)
- Martin Schongauer (1940)
- Papst Léo IX (1953)
- Hört Brûder, hört (1953)
- Elsässesche Haïku (1965)
- Elsässer Geschichten aus alter und neuer Zeit (1968)